# سعيد ناشيد
سعيد ناشيد مفكر وباحث وكاتب مغربي ولد عام 1969م. وهو كاتب مهتم بموضوع الإسلام السياسي وبقضايا التجديد الديني، ونشر العديد من المؤلفات منها: (التداوي بالفلسفة)، وكتاب (الحداثة والقرآن).

## إصدارات
| الكتاب                                        | سنة النشر | ملاحظات |
| --------------------------------------------- | --------- | ------- |
| اليسار الفرنسي والإسلام                       | 2007      |         |
| الاختيار العلماني وأسطورة النموذج             | 2010      | [ 5 ]   |
| قلق في العقيدة                                | 2011      |         |
| الحداثة والقرآن                               | 2015      | [ 6 ]   |
| دليل التدين العاقل                            | 2017      | [ 7 ]   |
| رسائل في التنوير العمومي                      | 2018      |         |
| التداوي بالفلسفة                              | 2018      | [ 8 ]   |
| الطمأنينة الفلسفية                            | 2019      | [ 9 ]   |
| الذرائع في خطاب الإسلام السياسي               | 2019      | [ 10 ]  |
| الوجود والعزاء: الفلسفة في مواجهة خيبات الأمل | 2020      | [ 11 ]  |
| السلام عليكم: خطاب إلى المسلمين               | 2022      | [ 12 ]  |